# Euphyia margaritata
Euphyia margaritata är en fjärilsart som beskrevs av Kautz 1922. Euphyia margaritata ingår i släktet Euphyia och familjen mätare. Inga underarter finns listade i Catalogue of Life.